# Europese kampioenschappen beachvolleybal 2012 (vrouwen)
Het vrouwentoernooi van de Europese kampioenschappen beachvolleybal 2012 in Den Haag vond plaats van 30 mei tot en met 3 juni. Het Nederlandse duo Sanne Keizer en Marleen van Iersel werd in eigen land kampioen door de finale van het Griekse tweetal Vassiliki Arvaniti en Maria Tsiartsiani in twee sets te winnen. Het brons ging naar Liliana Fernández en Elsa Baquerizo uit Spanje die in de troostfinale in twee sets te sterk waren voor de Tsjechischen Lenka Háječková en Hana Klapalová.

## Groepsfase
|  | Direct naar laatste 16 |
|  | Naar tussenronde       |

### Groep A
| # | Ploeg                      | Punten | Wedstrijden | Wedstrijden | Spelpunten | Spelpunten | Spelpunten | Sets | Sets | Sets  |
| # | Ploeg                      | Punten | W           | V           | W          | V          | Ratio      | W    | V    | Ratio |
| - | -------------------------- | ------ | ----------- | ----------- | ---------- | ---------- | ---------- | ---- | ---- | ----- |
| 1 | Háječková / Klapalová      | 6      | 3           | 0           | 148        | 118        | 1,254      | 6    | 2    | 3,000 |
| 2 | Meppelink / Van Gestel     | 5      | 2           | 1           | 133        | 111        | 1,198      | 5    | 2    | 2,500 |
| 3 | Dubovcová / Nestarcová     | 4      | 1           | 2           | 125        | 134        | 0,933      | 3    | 4    | 0,750 |
| 4 | Dumbauskaitė / Povilaitytė | 3      | 0           | 3           | 83         | 126        | 0,659      | 0    | 6    | 0,000 |

| Datum  |                        | Score |                            | Set 1   | Set 2   | Set 3   |
| ------ | ---------------------- | ----- | -------------------------- | ------- | ------- | ------- |
| 30 mei | Háječková / Klapalová  | 2 – 0 | Dumbauskaitė / Povilaitytė | 21 – 11 | 21 – 13 |         |
| 30 mei | Meppelink / Van Gestel | 2 – 0 | Dubovcová / Nestarcová     | 23 – 21 | 21 – 15 |         |
| 30 mei | Háječková / Klapalová  | 2 – 1 | Dubovcová / Nestarcová     | 21 – 17 | 19 – 21 | 15 – 9  |
| 30 mei | Meppelink / Van Gestel | 2 – 0 | Dumbauskaitė / Povilaitytė | 21 – 7  | 21 – 17 |         |
| 31 mei | Háječková / Klapalová  | 2 – 1 | Meppelink / Van Gestel     | 15 – 21 | 21 – 16 | 15 – 10 |
| 31 mei | Dubovcová / Nestarcová | 2 – 0 | Dumbauskaitė / Povilaitytė | 21 – 16 | 21 – 19 |         |

### Groep B
| # | Ploeg                 | Punten | Wedstrijden | Wedstrijden | Spelpunten | Spelpunten | Spelpunten | Sets | Sets | Sets  |
| # | Ploeg                 | Punten | W           | V           | W          | V          | Ratio      | W    | V    | Ratio |
| - | --------------------- | ------ | ----------- | ----------- | ---------- | ---------- | ---------- | ---- | ---- | ----- |
| 1 | Kolocová / Sluková    | 6      | 3           | 0           | 153        | 131        | 1,168      | 6    | 2    | 3,000 |
| 2 | Vasina / Vosakova     | 4      | 1           | 2           | 162        | 160        | 1,013      | 4    | 5    | 0,800 |
| 3 | Stiekema / Braakman   | 4      | 1           | 2           | 157        | 160        | 0,981      | 3    | 5    | 0,600 |
| 4 | Brzostek / Kołosińska | 4      | 1           | 2           | 124        | 145        | 0,855      | 3    | 4    | 0,750 |

| Datum  |                       | Score |                       | Set 1   | Set 2   | Set 3   |
| ------ | --------------------- | ----- | --------------------- | ------- | ------- | ------- |
| 30 mei | Kolocová / Sluková    | 2 – 1 | Vasina / Vosakova     | 22 – 20 | 17 – 21 | 18 – 16 |
| 30 mei | Brzostek / Kołosińska | 2 – 0 | Stiekema / Braakman   | 29 – 27 | 25 – 23 |         |
| 30 mei | Kolocová / Sluková    | 2 – 1 | Stiekema / Braakman   | 18 – 21 | 21 – 17 | 15 – 13 |
| 30 mei | Brzostek / Kołosińska | 1 – 2 | Vasina / Vosakova     | 21 – 17 | 18 – 21 | 8 – 15  |
| 31 mei | Kolocová / Sluková    | 2 – 0 | Brzostek / Kołosińska | 21 – 13 | 21 – 10 |         |
| 31 mei | Stiekema / Braakman   | 2 – 1 | Vasina / Vosakova     | 19 – 21 | 22 – 20 | 15 – 11 |

### Groep C
| # | Ploeg                  | Punten | Wedstrijden | Wedstrijden | Spelpunten | Spelpunten | Spelpunten | Sets | Sets | Sets  |
| # | Ploeg                  | Punten | W           | V           | W          | V          | Ratio      | W    | V    | Ratio |
| - | ---------------------- | ------ | ----------- | ----------- | ---------- | ---------- | ---------- | ---- | ---- | ----- |
| 1 | Keizer / Van Iersel    | 6      | 3           | 0           | 133        | 94         | 1,415      | 6    | 1    | 6,000 |
| 2 | Arvaniti / Tsiartsiani | 5      | 2           | 1           | 135        | 122        | 1,107      | 5    | 3    | 1,667 |
| 3 | Grässli / Goricanec    | 4      | 1           | 2           | 120        | 132        | 0,909      | 3    | 4    | 0,750 |
| 4 | Kongshavn / Treland    | 3      | 0           | 3           | 92         | 132        | 0,697      | 0    | 6    | 0,000 |

| Datum  |                        | Score |                        | Set 1   | Set 2   | Set 3   |
| ------ | ---------------------- | ----- | ---------------------- | ------- | ------- | ------- |
| 30 mei | Keizer / Van Iersel    | 2 – 0 | Kongshavn / Treland    | 21 – 11 | 21 – 19 |         |
| 30 mei | Grässli / Goricanec    | 1 – 2 | Arvaniti / Tsiartsiani | 17 – 21 | 21 – 16 | 11 – 15 |
| 30 mei | Keizer / Van Iersel    | 2 – 1 | Arvaniti / Tsiartsiani | 13 – 21 | 21 – 12 | 15 – 8  |
| 30 mei | Grässli / Goricanec    | 2 – 0 | Kongshavn / Treland    | 21 – 13 | 27 – 25 |         |
| 31 mei | Keizer / Van Iersel    | 2 – 0 | Grässli / Goricanec    | 21 – 11 | 21 – 12 |         |
| 31 mei | Arvaniti / Tsiartsiani | 2 – 0 | Kongshavn / Treland    | 21 – 14 | 21 – 10 |         |

### Groep D
| # | Ploeg                | Punten | Wedstrijden | Wedstrijden | Spelpunten | Spelpunten | Spelpunten | Sets | Sets | Sets  |
| # | Ploeg                | Punten | W           | V           | W          | V          | Ratio      | W    | V    | Ratio |
| - | -------------------- | ------ | ----------- | ----------- | ---------- | ---------- | ---------- | ---- | ---- | ----- |
| 1 | Montagnolli / Hansel | 6      | 3           | 0           | 138        | 96         | 1,438      | 6    | 1    | 6,000 |
| 2 | Nyström / Nyström    | 5      | 2           | 1           | 124        | 16         | 1,069      | 5    | 2    | 2,500 |
| 3 | Sinnema / Wesselink  | 4      | 1           | 2           | 102        | 112        | 0,911      | 2    | 4    | 0,500 |
| 4 | Vodeb / Fabjan       | 3      | 0           | 3           | 86         | 126        | 0,683      | 0    | 6    | 0,000 |

| Datum  |                      | Score |                     | Set 1   | Set 2   | Set 3   |
| ------ | -------------------- | ----- | ------------------- | ------- | ------- | ------- |
| 30 mei | Montagnolli / Hansel | 2 – 0 | Vodeb / Fabjan      | 21 – 13 | 21 – 14 |         |
| 30 mei | Nyström / Nyström    | 2 – 0 | Sinnema / Wesselink | 21 – 19 | 21 – 12 |         |
| 30 mei | Montagnolli / Hansel | 2 – 0 | Sinnema / Wesselink | 21 – 12 | 21 – 17 |         |
| 30 mei | Nyström / Nyström    | 2 – 0 | Vodeb / Fabjan      | 21 – 12 | 21 – 19 |         |
| 31 mei | Montagnolli / Hansel | 2 – 1 | Nyström / Nyström   | 21 – 9  | 18 – 21 | 15 – 10 |
| 31 mei | Sinnema / Wesselink  | 2 – 0 | Vodeb / Fabjan      | 21 – 12 | 21 – 16 |         |

### Groep E
| # | Ploeg                  | Punten | Wedstrijden | Wedstrijden | Spelpunten | Spelpunten | Spelpunten | Sets | Sets | Sets  |
| # | Ploeg                  | Punten | W           | V           | W          | V          | Ratio      | W    | V    | Ratio |
| - | ---------------------- | ------ | ----------- | ----------- | ---------- | ---------- | ---------- | ---- | ---- | ----- |
| 1 | Goller / Ludwig        | 6      | 3           | 0           | 136        | 98         | 1,388      | 6    | 1    | 6,000 |
| 2 | Liliana / Baquerizo    | 5      | 2           | 1           | 113        | 109        | 1,037      | 4    | 2    | 2,000 |
| 3 | Forrer / Vergé-Dépré   | 4      | 1           | 2           | 125        | 119        | 1,050      | 3    | 4    | 0,750 |
| 4 | Van Breedam / Van Bree | 3      | 0           | 3           | 78         | 126        | 0,619      | 0    | 6    | 0,000 |

| Datum  |                      | Score |                        | Set 1   | Set 2   | Set 3   |
| ------ | -------------------- | ----- | ---------------------- | ------- | ------- | ------- |
| 30 mei | Goller / Ludwig      | 2 – 0 | Van Breedam / Van Bree | 21 – 11 | 21 – 8  |         |
| 30 mei | Forrer / Vergé-Dépré | 0 – 2 | Liliana / Baquerizo    | 17 – 21 | 16 – 21 |         |
| 30 mei | Goller / Ludwig      | 2 – 0 | Liliana / Baquerizo    | 21 – 17 | 21 – 12 |         |
| 30 mei | Forrer / Vergé-Dépré | 2 – 0 | Van Breedam / Van Bree | 21 – 13 | 21 – 12 |         |
| 31 mei | Goller / Ludwig      | 2 – 1 | Forrer / Vergé-Dépré   | 21 – 19 | 16 – 21 | 15 – 10 |
| 31 mei | Liliana / Baquerizo  | 2 – 0 | Van Breedam / Van Bree | 21 – 17 | 21 – 17 |         |

### Groep F
| # | Ploeg                   | Punten | Wedstrijden | Wedstrijden | Spelpunten | Spelpunten | Spelpunten | Sets | Sets | Sets  |
| # | Ploeg                   | Punten | W           | V           | W          | V          | Ratio      | W    | V    | Ratio |
| - | ----------------------- | ------ | ----------- | ----------- | ---------- | ---------- | ---------- | ---- | ---- | ----- |
| 1 | Köhler / Sude           | 6      | 3           | 0           | 137        | 120        | 1,142      | 6    | 1    | 6,000 |
| 2 | Schwaiger / Schwaiger   | 5      | 2           | 1           | 152        | 144        | 1,056      | 5    | 4    | 1,250 |
| 3 | Mooren / Van der Hoeven | 4      | 1           | 2           | 124        | 124        | 1,000      | 3    | 4    | 0,750 |
| 4 | Gioria / Momoli         | 3      | 0           | 3           | 112        | 137        | 0,818      | 1    | 6    | 0,167 |

| Datum  |                       | Score |                         | Set 1   | Set 2   | Set 3   |
| ------ | --------------------- | ----- | ----------------------- | ------- | ------- | ------- |
| 30 mei | Schwaiger / Schwaiger | 2 – 1 | Mooren / Van der Hoeven | 21 – 12 | 14 – 21 | 16 – 14 |
| 30 mei | Köhler / Sude         | 2 – 0 | Gioria / Momoli         | 24 – 22 | 21 – 12 |         |
| 30 mei | Schwaiger / Schwaiger | 2 – 1 | Gioria / Momoli         | 21 – 19 | 14 – 21 | 15 – 7  |
| 30 mei | Köhler / Sude         | 2 – 0 | Mooren / Van der Hoeven | 21 – 19 | 21 – 16 |         |
| 31 mei | Schwaiger / Schwaiger | 1 – 2 | Köhler / Sude           | 21 – 13 | 20 – 22 | 10 – 15 |
| 31 mei | Gioria / Momoli       | 0 – 2 | Mooren / Van der Hoeven | 13 – 21 | 18 – 21 |         |

### Groep G
| # | Ploeg                  | Punten | Wedstrijden | Wedstrijden | Spelpunten | Spelpunten | Spelpunten | Sets | Sets | Sets  |
| # | Ploeg                  | Punten | W           | V           | W          | V          | Ratio      | W    | V    | Ratio |
| - | ---------------------- | ------ | ----------- | ----------- | ---------- | ---------- | ---------- | ---- | ---- | ----- |
| 1 | Holtwick / Semmler     | 5      | 2           | 1           | 118        | 100        | 1,180      | 4    | 2    | 2,000 |
| 2 | Bonnerová / Hermannová | 5      | 2           | 1           | 131        | 129        | 1,016      | 4    | 3    | 1,333 |
| 3 | Mouha / Gielen         | 5      | 2           | 1           | 109        | 105        | 1,038      | 4    | 2    | 2,000 |
| 4 | Minusa / Jursone       | 3      | 0           | 3           | 114        | 138        | 0,826      | 1    | 6    | 0,167 |

| Datum  |                        | Score |                        | Set 1   | Set 2   | Set 3   |
| ------ | ---------------------- | ----- | ---------------------- | ------- | ------- | ------- |
| 30 mei | Mouha / Gielen         | 2 – 0 | Minusa / Jursone       | 21 – 11 | 21 – 17 |         |
| 30 mei | Holtwick / Semmler     | 0 – 2 | Bonnerová / Hermannová | 17 – 21 | 17 – 21 |         |
| 30 mei | Mouha / Gielen         | 2 – 0 | Bonnerová / Hermannová | 21 – 16 | 21 – 19 |         |
| 30 mei | Holtwick / Semmler     | 2 – 0 | Minusa / Jursone       | 21 – 18 | 21 – 15 |         |
| 31 mei | Mouha / Gielen         | 0 – 2 | Holtwick / Semmler     | 14 – 21 | 11 – 21 |         |
| 31 mei | Bonnerová / Hermannová | 2 – 1 | Minusa / Jursone       | 22 – 20 | 17 – 21 | 15 – 12 |

### Groep H
| # | Ploeg                   | Punten | Wedstrijden | Wedstrijden | Spelpunten | Spelpunten | Spelpunten | Sets | Sets | Sets  |
| # | Ploeg                   | Punten | W           | V           | W          | V          | Ratio      | W    | V    | Ratio |
| - | ----------------------- | ------ | ----------- | ----------- | ---------- | ---------- | ---------- | ---- | ---- | ----- |
| 1 | Oekolova / Chomjakova   | 6      | 3           | 0           | 126        | 84         | 1,500      | 6    | 0    | MAX   |
| 2 | Cicolari / Giombini     | 5      | 2           | 1           | 151        | 149        | 1,013      | 4    | 4    | 1,000 |
| 3 | Borger / Büthe          | 4      | 1           | 2           | 134        | 139        | 0,964      | 3    | 4    | 0,750 |
| 4 | Bratuhhina / Bratuhhina | 3      | 0           | 3           | 100        | 139        | 0,719      | 1    | 6    | 0,167 |

| Datum  |                         | Score |                         | Set 1   | Set 2   | Set 3   |
| ------ | ----------------------- | ----- | ----------------------- | ------- | ------- | ------- |
| 30 mei | Cicolari / Giombini     | 0 – 2 | Oekolova / Chomjakova   | 17 – 21 | 14 – 21 |         |
| 30 mei | Borger / Büthe          | 2 – 0 | Bratuhhina / Bratuhhina | 21 – 16 | 21 – 16 |         |
| 30 mei | Cicolari / Giombini     | 2 – 1 | Bratuhhina / Bratuhhina | 19 – 21 | 21 – 17 | 15 – 7  |
| 30 mei | Borger / Büthe          | 0 – 2 | Oekolova / Chomjakova   | 17 – 21 | 13 – 21 |         |
| 31 mei | Cicolari / Giombini     | 2 – 1 | Borger / Büthe          | 21 – 18 | 25 – 27 | 19 – 17 |
| 31 mei | Bratuhhina / Bratuhhina | 0 – 2 | Oekolova / Chomjakova   | 14 – 21 | 9 – 21  |         |

## Knockoutfase

### Eerste ronde
| Datum  | Wedstrijd | Team 1                 | Score | Team 2                  | Set 1   | Set 2   | Set 3   |
| ------ | --------- | ---------------------- | ----- | ----------------------- | ------- | ------- | ------- |
| 1 juni | 1         | Cicolari / Giombini    | 1 – 2 | Forrer / Vergé-Dépré    | 21 – 12 | 17 – 21 | 11 – 15 |
| 1 juni | 2         | Meppelink / Van Gestel | 2 – 1 | Sinnema / Wesselink     | 21 – 13 | 19 – 21 | 15 – 7  |
| 1 juni | 3         | Schwaiger / Schwaiger  | 1 – 2 | Mouha / Gielen          | 18 – 21 | 21 – 15 | 9 – 15  |
| 1 juni | 4         | Nyström / Nyström      | 1 – 2 | Dubovcová / Nestarcová  | 23 – 25 | 21 – 15 | 7 – 15  |
| 1 juni | 5         | Liliana / Baquerizo    | 2 – 0 | Grässli / Goricanec     | 21 – 17 | 25 – 23 |         |
| 1 juni | 6         | Vasina / Vosakova      | 0 – 2 | Borger / Büthe          | 16 – 21 | 17 – 21 |         |
| 1 juni | 7         | Arvaniti / Tsiartsiani | 2 – 0 | Stiekema / Braakman     | 21 – 18 | 22 – 20 |         |
| 1 juni | 8         | Bonnerová / Hermannová | 2 – 0 | Mooren / Van der Hoeven | 21 – 19 | 21 – 15 |         |

### Eindronde
| Achtste finale | Achtste finale         | Achtste finale | Achtste finale | Achtste finale |  |    | Kwartfinale            | Kwartfinale            | Kwartfinale | Kwartfinale | Kwartfinale |  |  | Halve finale | Halve finale           | Halve finale | Halve finale | Halve finale |  |              | Finale                | Finale                 | Finale       | Finale       | Finale |
|                |                        |                |                |                |  |    |                        |                        |             |             |             |  |  |              |                        |              |              |              |  |              |                       |                        |              |              |        |
| 1              | Háječková / Klapalová  | 19             | 21             | 15             |  |    |                        |                        |             |             |             |  |  |              |                        |              |              |              |  |              |                       |                        |              |              |        |
| 12             | Forrer / Vergé-Dépré   | 21             | 13             | 13             |  |    | 1                      | Háječková / Klapalová  | 21          | 13          | 16          |  |  |              |                        |              |              |              |  |              |                       |                        |              |              |        |
| 16             | Meppelink / Van Gestel | 21             | 15             | 16             |  | 16 | Meppelink / Van Gestel | 17                     | 21          | 14          |             |  |  |              |                        |              |              |              |  |              |                       |                        |              |              |        |
| 10             | Holtwick / Semmler     | 16             | 21             | 14             |  |    |                        |                        |             |             |             |  |  | 1            | Háječková / Klapalová  | 18           | 20           |              |  |              |                       |                        |              |              |        |
| 25             | Oekolova / Chomjakova  | 19             | 13             |                |  |    |                        |                        |             |             |             |  |  | 3            | Keizer / Van Iersel    | 21           | 22           |              |  |              |                       |                        |              |              |        |
| 7              | Mouha / Gielen         | 21             | 21             |                |  |    | 7                      | Mouha / Gielen         | 21          | 15          | 10          |  |  |              |                        |              |              |              |  |              |                       |                        |              |              |        |
| 17             | Dubovcová / Nestarcová | 19             | 16             |                |  | 3  | Keizer / Van Iersel    | 18                     | 21          | 15          |             |  |  |              |                        |              |              |              |  |              |                       |                        |              |              |        |
| 3              | Keizer / Van Iersel    | 21             | 21             |                |  |    |                        |                        |             |             |             |  |  |              |                        |              |              |              |  |              | 3                     | Keizer / Van Iersel    | 21           | 21           |        |
| 4              | Montagnolli / Hansel   | 21             | 10             | 7              |  |    |                        |                        |             |             |             |  |  |              |                        |              |              |              |  |              | 19                    | Arvaniti / Tsiartsiani | 17           | 11           |        |
| 21             | Liliana / Baquerizo    | 14             | 21             | 15             |  |    | 21                     | Liliana / Baquerizo    | 19          | 21          | 15          |  |  |              |                        |              |              |              |  |              |                       |                        |              |              |        |
| 9              | Borger / Büthe         | 21             | 21             |                |  | 9  | Borger / Büthe         | 21                     | 10          | 10          |             |  |  |              |                        |              |              |              |  |              |                       |                        |              |              |        |
| 5              | Goller / Ludwig        | 18             | 18             |                |  |    |                        |                        |             |             |             |  |  | 21           | Liliana / Baquerizo    | 15           | 13           |              |  |              |                       |                        |              |              |        |
| 11             | Köhler / Sude          | 23             | 37             | 16             |  |    |                        |                        |             |             |             |  |  | 19           | Arvaniti / Tsiartsiani | 21           | 21           |              |  |              |                       |                        |              |              |        |
| 19             | Arvaniti / Tsiartsiani | 21             | 39             | 18             |  |    | 19                     | Arvaniti / Tsiartsiani | 21          | 21          |             |  |  |              |                        |              |              |              |  | Troostfinale | Troostfinale          | Troostfinale           | Troostfinale | Troostfinale |        |
| 23             | Bonnerová / Hermannová | 21             | 19             | 16             |  | 23 | Bonnerová / Hermannová | 19                     | 16          |             |             |  |  |              |                        |              |              |              |  | 1            | Háječková / Klapalová | 22                     | 12           |              |        |
| 2              | Kolocová / Sluková     | 15             | 21             | 14             |  |    |                        |                        |             |             |             |  |  |              |                        |              |              |              |  |              | 21                    | Liliana / Baquerizo    | 24           | 21           |        |